# وارن ماهر
وارن ماهر (بالإنجليزية: Warren Maher)‏ مواليد 15 يناير 1957 في فيكتوريا، فيكتوريا، هو لاعب كرة مضرب أسترالي سابق وكان يلعب باليد اليمنى. أعلى تصنيف له في الفردي كان المركز الـ 154 في سنة 1979. أعلى تصنيف له في الزوجي كان المركز الـ 165 في سنة 1983.

## النهائيات

### الزوجي: (2)
| الرقم | السنة | الدورة                   | الأرضية | الشريك     | المنافس في النهائي          | النتيجة في النهائي |
| ----- | ----- | ------------------------ | ------- | ---------- | --------------------------- | ------------------ |
| 1.    | 1981  | رويان، فرنسا             | ترابية  | كليف ليتشر | أندرس جاريد ستيفان سيمونسون | 7–5, 7–5           |
| 2.    | 1982  | كولونيا، ألمانيا الغربية | ترابية  | براد قوان  | كريس جونستون كليف ليتشر     | 6–2, 6–4           |

## روابط خارجية
- وارن ماهر على موقع رابطة محترفي التنس (الإنجليزية)
- وارن ماهر على موقع الاتحاد الدولي لكرة المضرب (الإنجليزية)
- وارن ماهر على موقع خلاصة التنس.كوم (الإنجليزية)